# جوليان لويس (أحيائي)
جوليان لويس (بالإنجليزية: Julian Lewis)‏ هو أحيائي بريطاني، ولد في 12 أغسطس 1946، وتوفي في 30 أبريل 2014 بسبب سرطان البروستاتا.